# Ďábelský Santa
Ďábelský Santa (v anglickém originále Santa's Slay) je kanadsko-americký film z roku 2005, žánrově na hranici černé komedie a hororu. Světová premiéra proběhla 25. října 2005.

## Příběh
Alternativní příběh Santa Clause, který je ve skutečnosti Satanem. Anděl vyhrál sázku s ďáblem před jedním miléniem – tisící roky a v důsledku toho musel být satan hodný a konat dobré skutky. Děj se odehrává právě ve chvíli, kdy tato jeho dlouhá éra dobra končí a nyní si může na sebe vzít opět svou pravou pekelnou tvář.